# Spaniocercoides townsendi
Spaniocercoides townsendi är en bäcksländeart som beskrevs av Mclellan 1984. Spaniocercoides townsendi ingår i släktet Spaniocercoides och familjen Notonemouridae. Inga underarter finns listade i Catalogue of Life.